# Gert Wingårdh

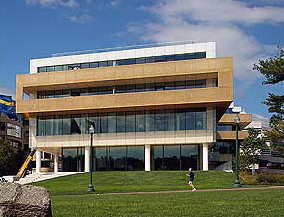
House of Sweden, Waszyngton

Gert Wingårdh (ur. 24 kwietnia 1951 w Skövde), czołowy szwedzki architekt. Absolwent Uniwersytetu Technologicznego Chalmers. Posiada biura w Sztokholmie oraz Göteborgu – mieście w którym obecnie mieszka.

## Projekty
- Budynek Universeum
- Ambasada Szwecji w Berlinie
- Ambasada Szwecji w Waszyngtonie

## Odznaczenia
- Medal Księcia Eugeniusza (2005)[1]